# Sasha Luss
Alexandra "Sasha" Alexeyevna Luss (Magadan, 6 juni 1992) is een Russisch model en actrice. Ze is vooral bekend van haar rol als Anna Poliatova in de film Anna uit 2019.

## Biografie
Luss werd geboren in Magadan en verhuisde op jonge leeftijd naar Moskou. Als kind had ze geen interesse in een modellencarrière en ze besteedde haar tijd liever aan schrijven en dansen. Ze nam vaak deel aan balletwedstrijden tot ze een enkelblessure opliep waardoor ze haar hobby niet kon voortzetten. Toen Sasha 13 jaar oud was, nam haar moeder haar mee naar een modellenbureau, waar ze een contract kreeg. 

## Carrière

### Model
Ze tekende bij DNA Model Management, waarmee ze in Europa en New York meedeed aan modeshows voor ontwerpers als DKNY en Antonio Marras . Ondanks deze succesvolle boekingen kwam haar carrière niet van de grond en keerde ze terug naar Rusland om haar opleiding af te ronden. Luss besloot te tekenen bij Elite Model Management in Parijs en Women Management in Milaan als ontwikkelingsmodel.
In 2011 werd Luss gespot door Karl Lagerfeld in een advertentie voor de Russische demi-couturier Bohemique. Lagerfeld was zo onder de indruk van haar dat hij besloot haar te casten in zijn Chanel-shows voor de herfst van 2012 en de herfst/winter van 2012. Ze liep in 58 shows tijdens het herfst/winterseizoen 2013 voor enkele van 's werelds meest prestigieuze merken, zoals Prada, Valentino, Calvin Klein, Louis Vuitton en Givenchy. Ze werd door models.com geselecteerd als een van de beste nieuwkomers van het seizoen. Na haar indrukwekkende aanwezigheid op de catwalk werd ze gekozen om te schitteren in advertentiecampagnes voor Carolina Herrera, MaxMara, Valentino en Tommy Hilfiger. Luss besloot haar haar platinablond te bleken, wat een belangrijk moment in haar carrière was. Luss liep in nog eens 53 modeshows tijdens de lente/zomer van 2014, waarmee ze haar positie als een van de meest gevraagde modellen van het moment versterkte. Ze ontving in 2013 de titel "Model van het jaar" van Glamour Rusland.
Ze werd gefotografeerd voor Lanvin en Chanel door haar oude supporter Karl Lagerfeld voor de lente/zomer-2014 advertentiecampagnes van het modehuis. Kort daarna kreeg Luss de grootste baan uit haar carrière, als het nieuwe gezicht van Dior Beauty. Ze was door casting director Jennifer Starr geselecteerd voor de door Steven Meisel gefotografeerde Pirelli-kalender 2015. In hetzelfde jaar verscheen Luss op de cover van Vogue China. 

### Film
In 2017 speelde Luss prinses Lihö-Minaa in de film Valerian and the City of a Thousand Planets. In 2019 speelde ze in de titelrol van de actiethrillerfilm Anna als een Russische agent die undercover gaat als model. In 2023 speelde Luss de rol van Diamnond in de actie-avonturenfilm Sheroes. Haar aankomende acteeroptredens zijn onder meer Latency, Sic, en The Last Front.

## Filmografie

### Film
| Jaar | Titel                                     | Rol              |
| ---- | ----------------------------------------- | ---------------- |
| 2017 | Valeriaan en de stad van duizend planeten | Prinses Mathilde |
| 2019 | Anna                                      | Anna Poliatova   |
| 2022 | Shattered                                 | Jamie Dekker     |
| 2023 | Sheroes                                   | Diamond          |
| 2024 | The Last Front                            | Louise           |